# Phạm Phật
Phạm Phật (范佛; trị vì 349-380) là vị vua thứ hai của vương triều Champa thứ hai. Lúc mới lên ngôi, ông đã tấn công quân nhà Đông Tấn tại Nhật Nam và vây thành Cửu Chân. Năm 351, quân Lâm Ấp bị đánh bại, chạy về phía tây tại Lãng Hồ, huyện Thọ Lãnh (Thanh Hóa), thành Khu Túc bị chiếm, ranh giới được thiết lập lại tại huyện Ty Canh gần sông Nhật Lệ (Quảng Bình). Năm 359, quân Đông Tấn chiếm huyện Thọ Lãnh và đánh bại quân Lâm Ấp tại vịnh Ôn Cấn, chiếm thành Khu Túc; Phạm Phật xin hòa và gửi sứ bộ sang Trung Quốc triều cống (372 và 377). Phạm Phật mất năm 380 nhường ngôi cho con là Phạm Hồ Đạt.